# Društvena politika
Društvena (socijalna) politika označava politiku koja ima za cilj poticavanje mjera za poboljšanje gospodarskog i socijalnog stanja, posebno ranjivih skupina u pučanstvu. Čimbenici društvene politike prije svega su tvrtke, sindikati, nevladine udruge i crkva.
Primarni cilj je poboljšati društvenu situaciju ranjivih skupina i usklađivanje životnih prilika i životnih uvjeta. Opći cilj politike je integracija društveno ugroženih skupina stanovništva u društvo kako bi se stabilizirao društveni poredak.

## Vanjske poveznice
Mrežna mjesta
- društvena politika Hrvatska enciklopedija